# Via Gregoriana
Via Gregoriana è una via romana, nel rione di Campo Marzio, che sale da via Capo le Case a piazza della Trinità dei Monti.

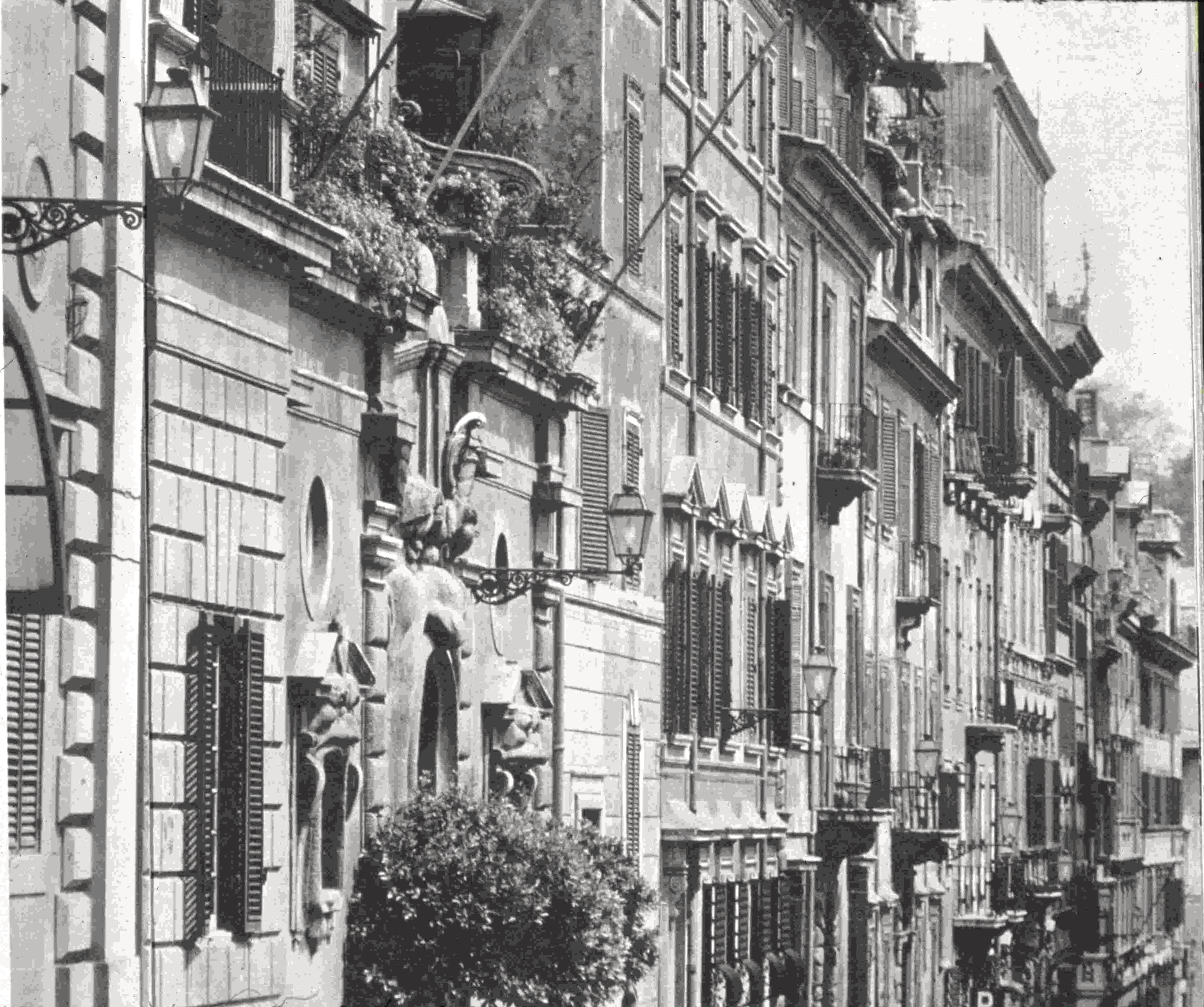
Scorcio della via nel 1970

Fu voluta da papa Gregorio XIII Boncompagni, che per il Giubileo del 1575 fece costruire una via di collegamento tra la chiesa di Trinità dei Monti (costruita qualche decennio prima) e la sottostante città rinascimentale, sostituendo la scalinata costruita da Domenico Fontana lungo la stessa direttrice, in modo da facilitare l'accesso all'altura del Pincio.
Il percorso "commerciale" tra la Roma rinascimentale e il Pincio fu però radicalmente migliorato dal successivo papa Sisto V, al secolo Felice Peretti, con l'apertura della nuova, meno ripida strada Felice (oggi Via Sistina), che raddrizzava il percorso tra la Basilica di Santa Maria Maggiore e la Trinità dei Monti, inquadrandolo tra i due obelischi, l'Esquilino e il Sallustiano.
La nuova viabilità fece di via Gregoriana una strada tranquilla e riservata, benché centralissima, e tale è rimasta fino ai nostri giorni, nonostante il traffico. Vi risiedettero, per la salubrità e la bella posizione, molti artisti e intellettuali italiani e stranieri, a partire da Federico Zuccari, che volle costruirvi, al sommo, il bel Palazzetto Zuccari, detto "la casa dei Mostri"; l'edificio, lungamente ristrutturato nei primi anni 2000, ospita oggi la Biblioteca Hertziana, ma aveva accolto negli anni, fra gli altri, Pietro Bracci (progettista del monumento funebre della regina Maria Casimira di Polonia in san Pietro), Angelica Kauffman, Winckelmann, Friedrich Overbeck.
Alcune targhe sulle facciate dei palazzi ricordano altri residenti memorabili, come Ferdinand Gregorovius e Ingres.